# Кабо, Рафаил Михайлович
Рафаил Михайлович Кабо (21 марта 1886 — 28 января 1957) — советский экономист и географ. Профессор МГПИ имени В. И. Ленина (1934), заведующий кафедрой экономической географии, кандидат географических наук.

## Биография
Родился в семье Михаила и Либы Кабо. Член РСДРП с 1901, меньшевик, вёл подпольную работу, неоднократно арестовывался и ссылался.. В 1915—1917 слушал лекции в Московском городском народном университете им. А. Л. Шанявского.
В 1919 г. вступил в Красную Армию и начал преподавать в военных учебных заведениях.
После демобилизации (1922) преподавал политэкономию и экономическую географию в различных московских вузах.
В 1930-х гг. участник экспедиций в Туву. Основал отдел по географии населения московского филиала Географического общества СССР. В 1947 году начал читать собственный курс географии населения в МГУ.
Жена — Елена Осиповна Кабо (ур. Губергриц, 1888—1968), социальный статистик, автор ряда научных трудов, включая «Очерки рабочего быта» (1928), считающиеся классикой советской социологии.
Сын — этнограф Владимир Рафаилович Кабо (его сын будет назван в честь дедушки). Дочь — писательница Любовь Рафаиловна Кабо.

## Основные работы
- Потребление городского населения России (по данным бюджетных и выборочных исследований) / Под ред. и с вступ. ст. Г. Шуба. — М., 1918. — XVIII, 69 с. : табл.
- Очерки истории и экономики Тувы. М.-Л., 1934.
- Элементы географического изучения населения в СССР // География в школе. 1941. № 3.
- Природа и человек в их взаимных отношениях как предмет социально-культурной географии, в сб.: Вопросы географии, сб. 5, М., 1947.
- Города Западной Сибири. Очерки историко-экономической географии (XVII — первая пол. XIX вв.), М., 1949.
- Объективные связи между развитием народного хозяйства, размещением отраслей производства и процессом формирования районов // Известия Всесоюзного географического общества. 1956. Т. 88. Вып.1.
- Впереди — огни: Воспоминания, письма, очерки. Канберра, 2006 (совм. с Е. О. Кабо).